# RD-107

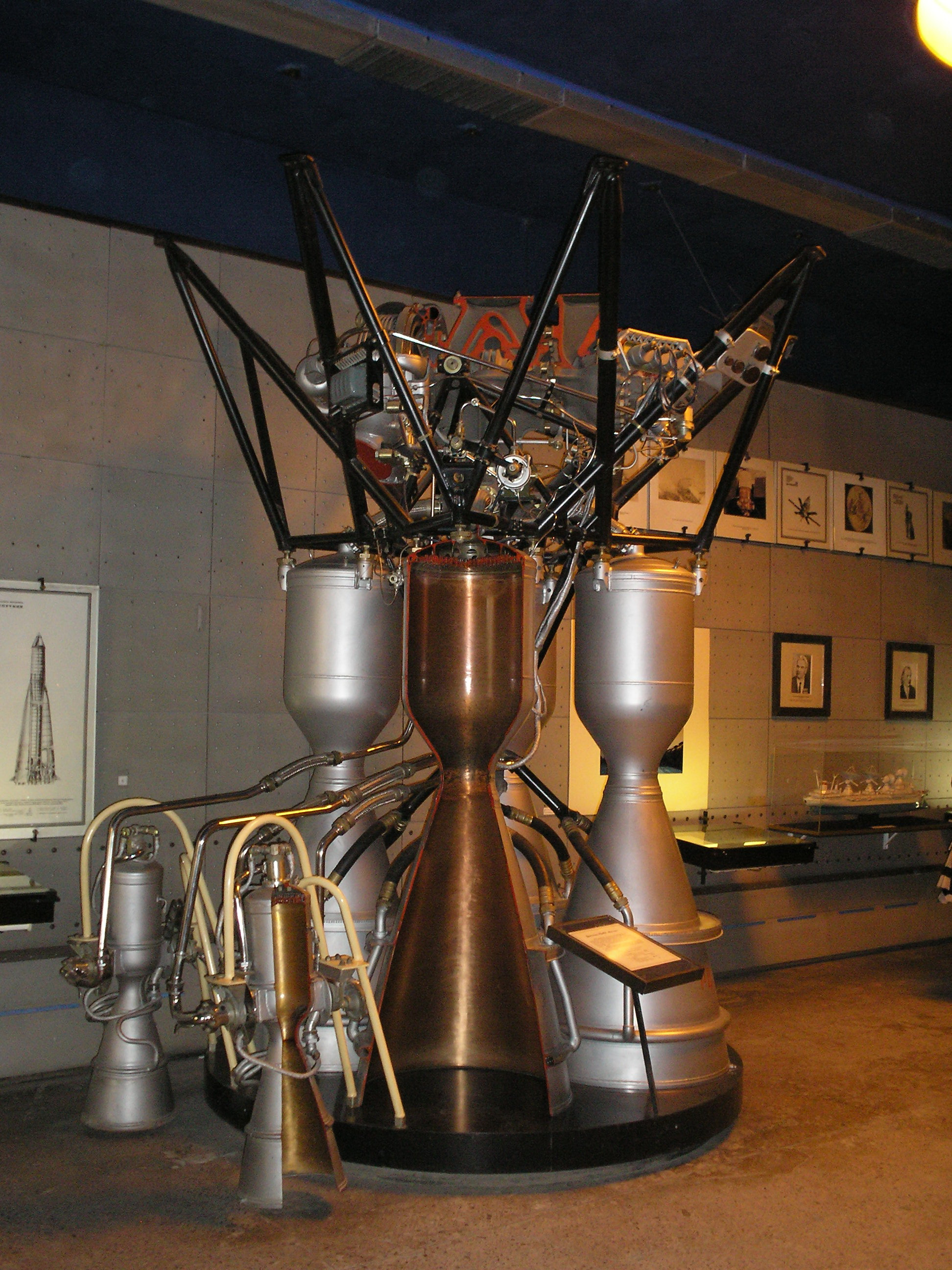
Vista de un motor RD-107.

El RD-107, junto al RD-108, es un modelo de motor de cohete desarrollado inicialmente para propulsar el misil R-7 Semyorka. Después, los motores RD-107 se continuaron empleando en los sistemas de lanzamiento espaciales basados en el R-7. En el 2007, el Soyuz FG seguía empleando unos motores, los RD-117, muy similares al original. RD son las iniciales en ruso de  Реактйвный двигатель "Reaktiwny Dwigatel" motor a reacción.

## Diseño
El RD-107 se diseñó entre 1954 y 1957, en la Agencia de Diseño y Laboratorio de Dinámica de Gases (OKB-456), bajo la dirección de Valentín Glushkó. Estos laboratorios estaban perfeccionando el material capturado a los alemanes al final de la Segunda Guerra Mundial. Desarrollando los propulsores para los cohetes R-1 al R-5, nuevas cámaras de combustión experimentales como la КС-50 "Лилипут", probada el 26 de abril de 1949. Esta cámara posee características que se emplearan en el RD-107 como son una configuración cilíndrica y una doble pared. La interior de cobre y la exterior de acero, circulando refrigerante entre ambas. Pero mientras en la КС-50 se empleaba agua como refrigerante en el RD-107 se empleaba el mismo combustible antes de llegar a los quemadores. A finales de 1949 se crea la cámara de pruebas  ЭД-140 todavía más perfeccionada.
En 1953 se diseñó el RD-105, y el RD-106, con una única cámara de combustión. Pero se producían inestabilidades que acababan destruyendo el motor. No se pudo encontrar solución al problema; y además se aumentaron los requerimientos del misil R-7 con lo que se necesitabas más potencia. Por lo que se cancelaron los diseños del RD-105/106.
El RD-107 disponía de cuatro cámaras relativamente más pequeñas para facilitar el control de las inestabilidades.

## Configuración
Se trata de un motor cohete de ciclo abierto con generador de gas. Cada motor está formado por cuatro cámaras de combustión fijas y dos orientables más pequeñas. Todas las cámaras comparte un único equipo de turbobomba de 4000kw.
Emplea oxígeno líquido y queroseno RP-1 como propergoles. Y peróxido de hidrógeno y nitrógeno líquido para realizar tareas auxiliares. 
Para el funcionamiento de la turbobomba se basaba en la turbina Walter. El peróxido de hidrógeno se descompone catalíticamente según la reacción fuertemente exotérmica:
{\displaystyle \quad 2H_{2}O_{2}\longrightarrow 2H_{2}O+O_{2}\quad \Delta H^{0}=-98.2~{\rm {kJ/mol}}}
Como resultado se obtiene una mezcla de vapor de agua y oxígeno a alta temperatura (≈550 °C). Este mezcla en ruso recibe el nombre de парогаз, pero en español no tiene un nombre específico. La mezcla se encargaba de impulsar la turbina de la turbobomba. 
La turbobomba consta de cuatro bombas, dos principales, que impulsan el oxígeno líquido y el queroseno, acopladas directamente al eje de la turbina y dos secundarias acopladas al eje mediante engranajes. La turbina comparte el eje con la bomba de oxígeno mientras que el eje de la bomba de queroseno está unido de forma solidaria al eje de la turbina. Las bombas secundarias se encargan del H2O2 y del nitrógeno líquido.
El peróxido de hidrógeno es bombeado al generador de gas que consiste en un recipiente relleno pequeños cuerpos irregulares de entre 6 a 10 mm de recubiertos de catalizador y catalizador en grano fino. El producto de la descomposición a unos 550 °C y 5.35 MPa se envía a la turbina. Por otra parte el nitrógeno líquido se bombea por un serpentín colocado en la descarga de la turbina, el evaporador. Allí se evapora y se emplea para presurizar los tanques de la etapa. Esta presurización tiene dos fines, por un lado hace que la presión a la entrada de la bomba de alimentación sea mayor por lo que disminuye la posibilidad de cavitaciones en la misma, y por otro lado mejora la estabilidad de los tanques evitando deformaciones en las paredes de estos. El combustible es bombeado al quemador pasando por el canal de refrigeración de la cámara de combustión, por un lado se enfría la pared de la cámara y por otro el combustible se calienta y aumenta la temperatura de la combustión.

Esquema de la turbobomba de motor RD-107.

Este modelo se emplea en los propulsores laterales, fase 0. Para el propulsión central, fase 1, se emplea el RD-108 con el que comparte gran parte del diseño.

## Fabricación
Estos motores se produjeron en la fábrica de Samara, bajo la supervisión de la rama Privolzhskiy de NVO Energomash. Se organizó como una rama del OKB-456 en 1957 específicamente dedicada a la fabricación del RD-107 y el RD-108.

## Variaciones
La sucesivas modificaciones del RD-107 han dado lugar a distintas versiones  
- 8D74
- 8D728
- 11D511
- 14D22 (también conocida como RD-107A)

Los trabajos en 14D22 comenzaron (junto con los de su complemetario 14D21) en 1986, y el primer diseño preliminar estuvo listo en 1993. Se modificó la cabeza de inyección para mejorar el empuje específico. La primera vez que se empleó en el lanzamiento en un carguero Progress  fue en mayo del 2001. Y el primer vuelo tripulado aconteció en octubre del 2002.

## Especificaciones
- Empuje 813 kN (183 klbf) al despegue
- Empuje 991 kN (223 klbf) en el vacío
- Impulso específico 245 kgf·s/kg (2,40 kN·s/kg) al despegue
- Impulso específico 310 kgf·s/kg (3,04 kN·s/kg) en el vacío
- Presión en cámara 5,85 MPa (848 psi)
- Propergoles: Oxígeno Líquido (Lox)/RP-1